# 21–39 Hyndland Road

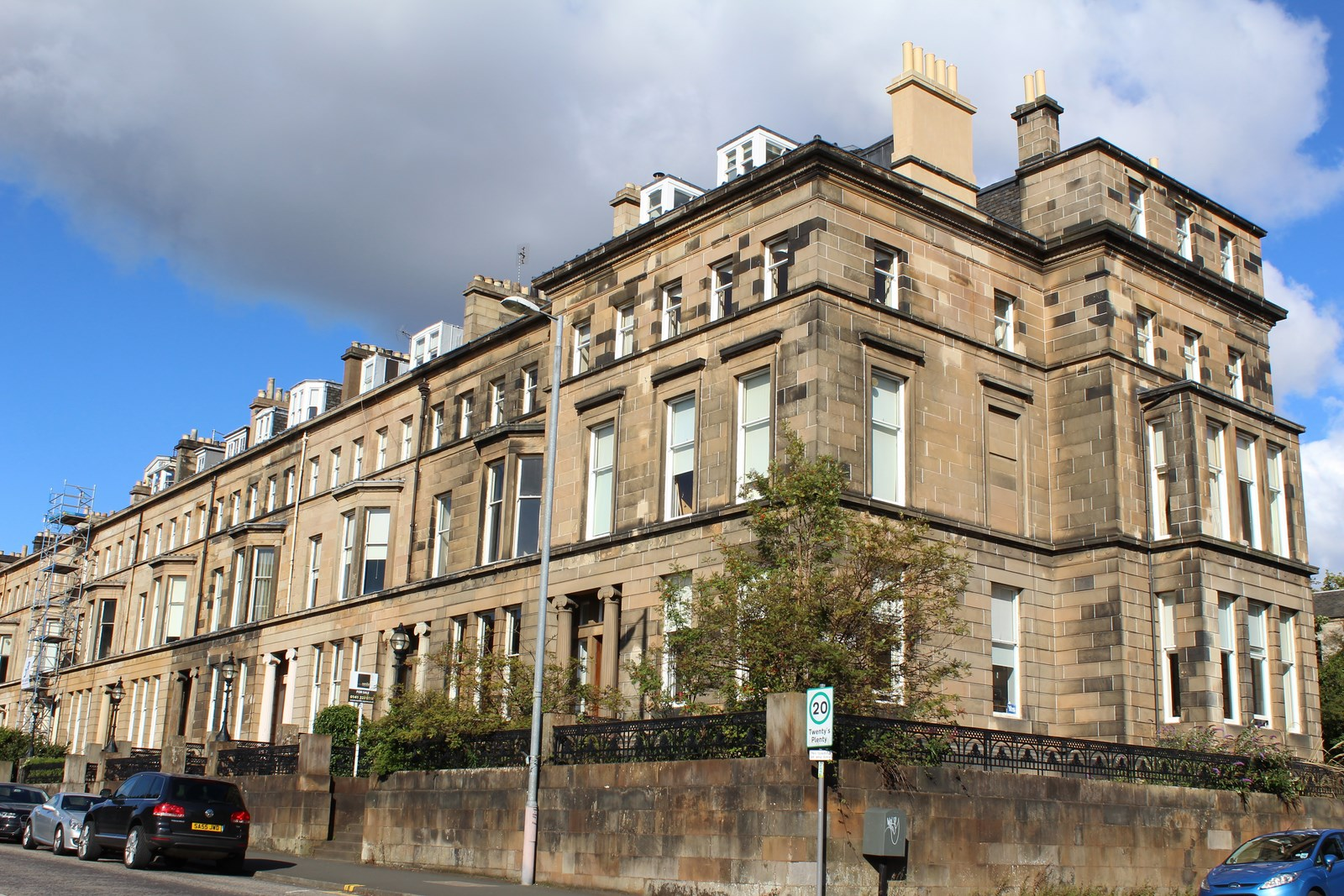
21–39 Hyndland Road

Unter der Adresse 21–39 Hyndland Road in der schottischen Stadt Glasgow befindet sich eine Wohngebäudezeile. 1970 wurde sie als Einzeldenkmal in die schottischen Denkmallisten in der höchsten Denkmalkategorie A aufgenommen.

## Geschichte
Der Bau des Komplexes nach einem Entwurf des bedeutenden schottischen Architekten Alexander Thomson wurde 1871 begonnen. Mit dem sich verschlechternden Gesundheitszustand Thomsons 1873 übernahm Robert Turnbull Teile seiner Aufgaben. Nach Thomsons Tod 1875 waren erst vier der Gebäude fertiggestellt. Turnbull führte die Arbeiten fort und beendete sie um 1881.
Zu einem nicht genauer bekannten Zeitpunkt in den 1920er Jahren wurden die Gebäude in Wohnungen unterteilt. Die Arbeiten plante William James Smith. Seit Bestehen wurde der Gebäudekomplex in drei gedruckten Fachpublikationen thematisiert.

## Beschreibung
Die Gebäudezeile liegt an der Hyndland Road hinter der Belhaven-Westbourne Church. Die klassizistisch ausgestaltete Gebäudezeile ist dreistöckig. Jedes Einzelgebäude ist zwei Achsen weit. Ausnahmen bilden nur die drei Achsen weiten abschließenden Häuser, deren Obergeschosse nicht zurücktreten und so den Anschein von Risaliten erwecken. Die rechts gelegenen Eingangstüren sind tief in die Fassaden eingelassen. Sie sind mit jeweils zwei ionischen Säulen, schmalen flankierenden Fenstern und schlichten Kämpferfenstern gestaltet. Links finden sich längliche Drillingsfenster. An den rückversetzten Obergeschossen treten links abgekantete Erker heraus. Antefixe schmücken ihre flachen Abschlüsse. Im zweiten Obergeschoss zieht sich ein Band aus je fünf niedrigen Fenstern je Gebäude. Die beiden abschließenden Gebäude sind im ersten Obergeschoss nicht mit Erkern, sondern mit drei Fenstern mit Architraven und schlichten Gesimsen gestaltet. Die abschließenden Satteldächer sind mit Schiefer eingedeckt. An den Häusern 29 bis 39 treten unterschiedlich ausgestaltete Dachgauben hervor.